# Аптекарский переулок (Москва)
Апте́карский переу́лок — переулок в Центральном административном округе города Москвы на территории Басманного района. Соединяет Доброслободскую и Бауманскую улицы. Нумерация домов начинается от Доброслободской улицы.

## Происхождение названия
Название известно с XVIII века. Получил название по находившейся в этой местности с 1702 года аптеке Ягана Готфрида Грегори и аптекарскому саду в Новой Немецкой слободе.

## Примечательные здания и сооружения
По нечётной стороне:
- На углу Аптекарского переулка и Бауманской улицы находился «Дом Щапова», построенный в конце XIX века по проекту архитектора Ф. О. Шехтеля. По мнению исследователей творческого наследия Ф. О. Шехтеля, дом Щапова был первой постройкой выдающегося архитектора[3]. В 1995 году здание было передано ООО «Подмосковье» и в результате «реконструкции» снесено в 1996 году.
- № 21/5 — Дом из красного кирпича построен в 1903 году, четвёртый этаж был надстроен через год (см. на фото). Под домом, убранный в кирпичный короб, протекает знаменитый ручей Кукуй.

По чётной стороне:
- Здание швейной фабрики «Заря свободы». В этом здании также расположено отделение ТрансИнвестБанка, а также одна из софтверных компаний.
- № 4 — Жилой дом. Здесь жил архитектор Л. Ф. Даукша.

## Транспорт
- Станция метро «Бауманская», далее трамваи Б, 37, 45, 50, автобус, 440 до остановки «Аптекарский переулок».
- Станция метро «Красные Ворота», далее автобус т24 до остановки «Аптекарский переулок».